# Maewo
Maéwo  (o Maewo; o Isola Aurora) è un'isola di Vanuatu nella provincia di Penama, situata 105 km ad est di Espiritu Santo.
Misura 47 km di lunghezza e 6 km di larghezza, con un'area di 269 km². Il punto più alto si trova a 795 m sul livello del mare. Nel 1979 l'isola aveva una popolazione di 1 772 abitanti.
Maewo è l'isola più piovosa di Vanuatu, con più di 2500 mm di pioggia annui. Per questo l'isola si presenta come verdeggiante ed adatta all'agricoltura.
La città più importante è Lakarere, sulla costa nord.